# Christian Silvain
Christian Silvain (Eupen, 6 maart 1950) is een Belgisch kunstenaar. 

## Biografie
Zijn kinderjaren bracht hij vooral bij twee (oud)tantes door, omdat zijn ouders niet veel belangstelling toonden voor hun zoon en ook vroeg uit elkaar gingen. Enige kunstopleiding heeft hij nooit gevolgd, maar de tantes stimuleerden wel zijn tekenlust. Na hun overlijden breekt hij met zijn familie en trekt hij, zonder noemenswaardige geldmiddelen, naar Brussel op 16- of 17-jarige leeftijd. 
Hij verdient er onder meer de kost als zanger in cafés en restaurants en werkt later in het Brusselse operettetheater als krullenjongen, onder meer in de decorbouw. Hij leert Maurice Béjart kennen, wat hem bij diens Ballet van de 20ste eeuw brengt, waar hij eveneens in de decorafdeling gaat werken. Hij maakt kennis met het werk van Paul Delvaux en begint in zijn vrije tijd onder diens invloed als surrealistisch schilder te werken.  
Hij beleeft de eerst tentoonstellingen van zijn werk vanaf 1970 en gaat in 1975 in zee met Guy Pieters als agent; die zakelijke relatie duurt ruim dertig jaar. Silvain wordt een beroepskunstenaar, die vanaf de jaren 1980 achtereenvolgens het fotorealisme, graffitikunst en popart beoefent – maar ook trompe-l’oeuils maakt met verwijzingen naar de gothiek. Zijn als popart in te delen werken bevatten vaak verwijzingen naar zijn niet zo gelukkige kinderjaren: gebroken knuffels of speelgoed, gekooide vogeltjes, in heftige kleuren en veelal ironisch. Contacten met autistische kinderen en volwassenen hebben hem daarbij naar eigen zeggen geholpen. Vaak verdeelt hij zijn schilderijen in vakken, waarin met elkaar contrasterende stijlen en inhoud naast en onder elkaar staan. 
Zijn belangrijkste tentoonstelling was wellicht in 1991 in het Ludwigmuseum van Aken. Deze instelling nam ook zijn reeks ‘Les Prisonniers’ (De Gevangenen) bestaande uit 11 werken op in haar collectie. Hij is ook als beeldhouwer en graficus actief geweest.
Toch is hij nooit tot de canon van de Belgische schilderkunst doorgedrongen en werd hij door de kritiek maar zelden op een erepodium geplaatst. Werk van hem is in veel openbare collecties te vinden, maar niet in de toonaangevende musea in eigen land. 
Hij woont en werkt in Kluisbergen in de Oost-Vlaamse Ardennen, waar ook de stichting Christian Silvain gevestigd is.

## Plagiaat
De Chinese kunstenaar Ye Yongqing maakte in zijn land dertig jaar lang werken die zeer leken op schilderijen van Silvain, wiens kunst hij had leren kennen op een tentoonstelling in Parijs in 1990. Doordat hij zo’n werk ook in Londen liet tentoonstellen, kwam het plagiaat Silvain ter ore. Hij startte in 2019 een rechtszaak in Beijing, waarin hij gelijk kreeg. Het Hof voor Intellectuele eigendom gaf hem in 2023 gelijk en bevestigde de veroordeling begin 2025.
Ye moest een schadevergoeding betalen van 664.000 euro wegens het plagiëren van 87 werken van de kunstenaar. Het was de eerste keer zijn dat een buitenlands kunstenaar in een plagiaatzaak in China gelijk kreeg.

## Belangrijkste tentoonstellingen[3]
- Latems Museum voor Schone Kunst (Sint-Martens-Latem, B) 1978 en 1979
- Ludwig Forum für internationale Kunst; Aachen (D) 1991, 1999
- Hallen Kortrijk; Kortrijk (B) 1999
- Bowles Gallery; New York (USA) 1999

- Bibliothèque nationale de France: cb13513762v (data)
- Gemeinsame Normdatei: 141615141
- International Standard Name Identifier: 0000 0000 7998 9464
- Library of Congress Control Number: nr98011264
- Nederlandse Thesaurus van Auteursnamen: 291539246
- RKD-Nederlands Instituut voor Kunstgeschiedenis: 95451
- Système universitaire de documentation: 070994846
- Virtual International Authority File: 61457502
- WorldCat: E39PBJkXBKphBqyBYqCK8DCJDq